# HK Malmö
HK Malmö (Håndboldklubben Malmø) er en håndboldklub fra Malmø i Skåne stiftet i Maj 2007, som en overbygning på Malmø-Kammeraterne (IFK Malmø) Spillerdragten er sorte bluser og sorte bukser.
| Sport | Spire Denne artikel om sport er en spire som bør udbygges. Du er velkommen til at hjælpe Wikipedia ved at udvide den. |